# Национална художествена гимназия „Цанко Лавренов“
 Тази статия е за училището в Пловдив.  За училището в София вижте Национално училище за изящни изкуства „Илия Петров“.  
Националната художествена гимназия „Цанко Лавренов“ (до 2009 г. СХУ „Цанко Лавренов“) е специализирано средно училище в град Пловдив. Гимназията носи името на известния пловдивски художник Цанко Лавренов (1896 – 1978). Основна ѝ цел е да съхранява и обогатява националните традиции в областта на изящните изкуства. Сградата на училището е на адрес ул. „Янко Сакъзов“ № 2А,4000 Пловдив.

## История
Гимназията е създадена през 1976 г. като Средно художествено училище за изящни изкуства (СХУ ИИ). Да се създаде художествено училище в Пловдив е отдавнашна мечта на много пловдивски художници като Златьо Бояджиев, Йоан Левиев, Димитър Киров, Георги Божилов, Христо Стефанов, Любомир Самарджиев, Олга Наздрачева.
Учениците му са най-младите кълнове и продължители на културното наследство, създадено от видни български художници, живели в неповторимата атмосфера на града на седемте тепета. Като издирва и открива талантливи деца от цялата страна, училището се стреми да развива индивидуалните им художествени търсения, които се базират на натрупания художествен опит през вековете.
От 1988 г. Ралица и Мария Стайкови и Национален дарителски фонд „13 века България“ отпускат годишни субсидии на името на Анастас Стайков за учениците с най-добри постижения. Ежегодно галерия „Ромфея“ организира конкурс и отпуска годишна стипендия на победителя между учениците.
От 2000 г. училището е организатор и домакин на международен симпозиум „Арт Колаж“, както и на Национална младежка изложба – конкурс „Колаж“. НХГ „Цанко Лавренов“ организира и открива всяка година повече от 20 самостоятелни и общи изложби, конкурси с възможност за участие на всеки ученик. Училището е носител на награди от национални и международни конкурси и изложби. Висок е и процентът на реализация и прием в различните ВУЗ. Възпитаниците завършват висше образование в Националната художествена академия, СУ „Св. Климент Охридски“, ВТУ „Св. св. Кирил и Методий“, УАСГ, НАТФИЗ „Кр. Сарафов“, АМТИИ – Пловдив и др.
Училището е в тесни творчески връзки с културни институти и творчески съюзи, с висши учебни заведения, с арт-галеристи, изкуствоведи, с фондации и сродни училища в страната и чужбина. Завършилите намират реализация в рекламни и издателски къщи, в областта на модния дизайн, компютърната графика, архитектурата, като преподаватели в областта на изкуствата.
През 2009 г. Средното художествено училище за изящни изкуства (СХУ ИИ) „Цанко Лавренов“ придобива статут на Национална художествена гимназия.

### Проблеми със сградата
При създаването си, училището се помещава в сградата на Арменското училище в Стария град на Пловдив. През 1991 г. сградата е върната на Арменското училище, а Художествената гимназия е настанена в част от новопостроената сграда на Френска езикова гимназия „Антоан дьо Сент-Екзюпери“ до гара Филипово. Съжителството на двете гимназии в една сграда е дългогодишен проблем за град Пловдив.
След дълги политически дебати през 2010 г. Пловдивския общиски съвет закрива ОУ „Христо Смирненски“ в кв. Мараша в Район Централен и предоставя сградата му на Художествената гимназия . Министерство на културата отпуска 240 000 лв. за ремонт на сградата и се очаква учебната 2010/2011 г. да бъде открита в нея.
За щастие след редица от преговори училището отвори врати на 15 септември 2011 настанено в нова ремонтирана сграда (сградата на бившото вече ОУ „Христо Смирненски“) и нов директор. След пенсионирането на доскорошната директорка на училището Маргарита Джарова, нейния пост зае Светлозар Чавдаров – дългогодишен преподавател в училището.

## Личности

### Възпитаници
Сред най-изявените имена са:
- проф. Румен Будев – Колеж по изкуствата в Детройт, САЩ
- проф. Димитър Луканов в Академия по изкуствата в Ню Йорк, САЩ
- Правдолюб Иванов – НХА
- Димо Колибаров – НХА
- Крикор и Мъгърдич Касапян – преподаватели в АМТИИ-Пловдив
- Онник Каранфилян – зам.председател на сдружение „Международен Екслибрис Център – София“
- Стоян Куцев
- Ицко Мазнев
- Николай Савов
- Атанас Камешев
- Ангел Китипов

### Видни преподаватели
- Борис Пасков – български език и литература
- Ели Станчева – рисуване и живопис
- Иван Генов – рисуване и живопис
- Иван Краевски – рисуване и живопис
- Йордан Калчев – рисуване и живопис
- Иван Поповски – рисуване и живопис
- Мария Караиванова – математика
- Петко Москов (1953 – 2004) – скулптура
- Светла Москова – история на изкуството
- Христо Николов – рисуване и живопис
- Чавдар Щипков – графика
- Яна Гергова – стенопис и иконопис
- Йордан Велчев – графика и рисуване
- Пламен Велчев – графика и рисуване
- Стоян Заваринов – скулптура

### Директори
- Олга Наздрачева – ?
- Любомир Самарджиев – ?
- Маргарита Джарова (1991 – 2010)
- Светлозар Чавдаров (2011 – )

## Специалности
Обучението в Националната художествена гимназия „Цанко Лавренов“ е пет години от VIII до XII клас по специалностите живопис, стенопис, графика, скулптура, иконопис, рекламна графика:
- Живопис: обучението включва всички жанрове – натюрморт, пейзаж, портрет, фигурална композиция, както и познаването на различните техники – акварел, темпера и маслена живопис. Учениците усвояват планомерно и задълбочено работата по натура, по памет и по въображение.
- Стенопис: Учениците се обучават за изпълнение на проекти, свързани с определена архитектурна среда и мащаб, подготовка на картон и изпълнение в материал. В процеса на обучение се усвояват основни стенописни техники – сграфито, секо, мозайка и витраж.
- Графика: Обучението включва различни графични техники – от висок печат, линорезба (бяло-черни и цветни варианти) през дълбокопечатни гравюри до литографии. По време на учебния процес се задълбочават познанията по методите и спецификата на графичното изобразяване.
- Скулптура: учениците имат възможността триизмерно да изграждат своите портрети и композиции чрез глина, гипс, Итонг, дърво, камък и метал. Усвояването на пропорциите, анатомичните познания, както и конструктивните и пластични възможности на всеки един материал е гаранция за успешното обучение.
- Иконопис: Обучението включва история на иконата и византийската църковна живопис, както и църковната живопис в Средновековна България, българската икона и нейното място в световната история на изкуството, създателите на българската възрожденска икона – школи, ателиета, автори. Познанията за иконографски принципи и канони при изграждане на иконата, за технологиите при изписване на иконата върху дърво или върху стена от темпериране до яйчно-маслени емулсии, през позлатяване до шрафировки и полагането на цветни лакове, дават възможност за реализация на учениците като иконописци.
- Рекламна графика: Рекламна графика е професия в областта на съвременните информационни и компютърни технологии. В процеса на обучение по тази специалност, учениците придобиват знания и практически умения за работа с компютърни системи, периферия и мрежи. Специалността дава на учениците необходимите теоретични знания и практически умения в областта на технологичната и художествена рекламна графика и дизайн, тяхното приложение в различни области на производството, рекламата и изкуството.